# Staffage: Ruine Friedrich-Klippert-Straße 5
Die Staffage: Ruine Friedrich-Klippert-Straße 5 befindet sich in Bremen, Stadtteil Vegesack, Ortsteil Grohn, Friedrich-Klippert-Straße 5. Die  Staffage entstand um 1840. Sie steht seit 2012 unter Bremer Denkmalschutz.

## Geschichte
Johann Lange (1804–1876), der älteste Sohn des  Vegesacker Werftbesitzers und Unternehmers Johann Lange (1775–1844), übernahm mit seinem Bruder Carl nach dem plötzlichen Tod des Vaters die Werft. 
Er ließ um 1840 den Garten hinter dem 1998 abgerissenen Wohnhaus Lange am Alten Tief und am Fuße des Grohner Berges in einen englischen Landschaftsgarten verwandeln. Im 18. und 19. Jahrhundert waren künstliche Ruinen bzw. Staffagen als Blickfang in Parkanlagen typisch. Diese zweigeschossige neogotische Turmruine auf einer kleinen Anhöhe war einer von vermutlich mehreren Staffagebauten im Park.
Bekannt sind als Künstliche Ruine u. a. der Ruinenberg in Potsdam, die Römische Ruine von Schloss Schönbrunn, die Künstliche Ruine (Pillnitz) und die Reppiner Burg.
Das Landesamt für Denkmalpflege Bremen befand: „...Sie [die Ruinen] waren ... emotionale Stimmungsträger, die den Betrachter an den Verfall und die Vergänglichkeit des Daseins erinnern und ihn in melancholische Stimmung versetzen sollten.“
2018 wurde das Objekt aufwendig restauriert.